# Nicolas de Préville
Nicolas de Roussel de Préville (sinh ngày 8 tháng 1 năm 1991) là một cầu thủ bóng đá chuyên nghiệp người Pháp hiện đang thi đấu ở vị trí tiền đạo cho câu lạc bộ Troyes tại Ligue 2.

## Sự nghiệp thi đấu
Từng gia nhập FC Istres như 1 cầu trẻ vào năm 2008, De Préville ra mắt đội bóng vào ngày 14 tháng 8 năm 2009 trong trận đấu tại Ligue 2 gặp Metz.
Ngày 23 tháng 1 năm 2013, anh gia nhập câu lạc bộ Stade de Reims theo bản hợp đồng kéo dài 3 năm rưỡi. Anh kết thúc mùa giải Ligue 1 2015–16 với 6 bàn thắng và 9 kiến tạo.
Tháng 8 năm 2016, De Préville gia nhập Lille OSC. Trong một thỏa thuận chuyển nhượng đặc biệt, câu lạc bộ Bỉ K.V. Oostende (chủ tịch Marc Coucke vào thời điểm đó là cổ đông thiểu số của Lille OSC), đã mua cầu thủ này từ Reims với mức phí chuyển nhượng ước tính là 4,5 triệu euro và ngay lập tức cho Lille mượn với điều kiện sau này có quyền được mua lại vào tháng 6 năm 2017.
Ngày 30 tháng 8 năm 2021, anh ký hợp đồng 3 năm với Metz.
Tháng 1 năm 2023, De Préville chuyển tới câu lạc bộ đang thi đấu tại Bundesliga 2, 1. FC Kaiserslautern theo bản hợp đồng đến hết mùa giải 2022–23.

## Thống kê sự nghiệp

### Câu lạc bộ
Tính đến 3 tháng 6 năm 2019
| Câu lạc bộ          | Mùa giải            | Giải đấu            | Giải đấu | Giải đấu | Cúp quốc gia | Cúp quốc gia | Cúp  | Cúp | Châu Âu | Châu Âu | Khác | Khác | Tổng cộng | Tổng cộng |
| Câu lạc bộ          | Mùa giải            | Hạng                | Trận     | Bàn      | Trận         | Bàn          | Trận | Bàn | Trận    | Bàn     | Trận | Bàn  | Trận      | Bàn       |
| ------------------- | ------------------- | ------------------- | -------- | -------- | ------------ | ------------ | ---- | --- | ------- | ------- | ---- | ---- | --------- | --------- |
| Istres              | 2009–10             | Ligue 2             | 4        | 0        | 0            | 0            | 1    | 0   | —       | —       | —    | —    | 5         | 0         |
| Istres              | 2010–11             | Ligue 2             | 13       | 0        | —            | —            | —    | —   | —       | —       | —    | —    | 13        | 0         |
| Istres              | 2011–12             | Ligue 2             | 37       | 7        | 4            | 3            | 1    | 1   | —       | —       | —    | —    | 42        | 11        |
| Istres              | 2012–13             | Ligue 2             | 16       | 5        | 0            | 0            | 1    | 0   | —       | —       | —    | —    | 17        | 5         |
| Istres              | Tổng cộng           | Tổng cộng           | 70       | 12       | 4            | 3            | 3    | 1   | 0       | 0       | 0    | 0    | 77        | 16        |
| Reims               | 2012–13             | Ligue 1             | 10       | 1        | —            | —            | —    | —   | —       | —       | —    | —    | 10        | 1         |
| Reims               | 2013–14             | Ligue 1             | 32       | 5        | 1            | 0            | 2    | 0   | —       | —       | —    | —    | 35        | 5         |
| Reims               | 2014–15             | Ligue 1             | 25       | 3        | 2            | 1            | 1    | 1   | —       | —       | —    | —    | 28        | 5         |
| Reims               | 2015–16             | Ligue 1             | 36       | 6        | 1            | 1            | 1    | 0   | —       | —       | —    | —    | 38        | 7         |
| Reims               | Tổng cộng           | Tổng cộng           | 103      | 15       | 4            | 2            | 4    | 1   | 0       | 0       | 0    | 0    | 111       | 18        |
| Lille (mượn)        | 2016–17             | Ligue 1             | 30       | 14       | 2            | 0            | 1    | 0   | —       | —       | —    | —    | 33        | 14        |
| Lille               | 2017–18             | Ligue 1             | 4        | 2        | 0            | 0            | 0    | 0   | —       | —       | —    | —    | 4         | 2         |
| Bordeaux            | 2017–18             | Ligue 1             | 29       | 4        | 1            | 0            | 1    | 0   | —       | —       | —    | —    | 31        | 4         |
| Bordeaux            | 2018–19             | Ligue 1             | 23       | 3        | 1            | 0            | 1    | 0   | 9       | 1       | —    | —    | 34        | 4         |
| Bordeaux            | Tổng cộng           | Tổng cộng           | 52       | 7        | 2            | 0            | 2    | 0   | 9       | 1       | 0    | 0    | 65        | 8         |
| Tổng cộng sự nghiệp | Tổng cộng sự nghiệp | Tổng cộng sự nghiệp | 259      | 50       | 12           | 5            | 10   | 2   | 9       | 1       | 0    | 0    | 290       | 58        |